# Bortolo Bof
Bortolo Bof (Segusino, 12 ottobre 1921 – Mestre, 28 marzo 2012) è stato un ciclista su strada italiano, professionista e indipendente dal 1946 al 1956. Storico gregario di Antonio Bevilacqua, vinse il Giro delle Dolomiti 1950 a tappe.

## Palmarès
- 1949 (Atala, una vittoria)

4ª tappa Giro dei Tre Mari (Reggio Calabria > Vibo Valentia)
- 1950 (Willer Triestina/Atala, due vittorie)

4ª tappa, 2ª semitappa Giro delle Dolomiti (Pieve di Soligo > Treviso, cronometro)
Classifica generale Giro delle Dolomiti
- 1951 (Benotto/Fiorelli, una vittoria)

Gran Premio Città di Castelfranco

## Piazzamenti

### Grandi Giri
- Giro d'Italia

1948: 32º
1951: 72º
1952: 45º

### Classiche monumento
- Milano-Sanremo

1950: 9º (ex aequo con 42 ciclisti)
- Giro di Lombardia

1946: 33º
1947: 32º
1950: 51º
1951: 45º